# Imigração portuguesa na Cidade do Vaticano
Os Portugueses na Cidade do Vaticano ( em italiano:  Portoghesi nella Città del Vaticano) são cidadãos e residentes da Cidade do Vaticano de ascendência portuguesa .
Os portugueses na Cidade do Vaticano (também conhecidos como Comunidade portuguesa na Santa Sé ) são os cidadãos ou residentes da Cidade do Vaticano cujas origens residem em Portugal .
Os portugueses na Cidade do Vaticano são tipicamente cidadãos portugueses nascidos com cidadania da Cidade do Vaticano .
Havia 16 portugueses residentes na Cidade do Vaticano em 2016.

## História

Localização dos dois países

Os contactos entre Portugal e a Cidade do Vaticano foram estabelecidos em 1929, quando o país foi criado após o Tratado de Latrão ter estabelecido o país. No entanto, as relações entre Portugal e a Santa Sé sempre foram fortes por Portugal ser um país de maioria católica. Por exemplo, o Manifestis Probatum , uma bula papal datada de 23 de maio de 1179, na qual o Papa Alexandre III reconheceu oficialmente o governante e autoproclamado rei Afonso Henriques como o primeiro rei soberano de Portugal, deu a Portugal o reconhecimento internacional automático como um reino, em vez de ser considerado como um condado .
Em 1455, o édito papal denominado Romanus Pontifex  reconheceu a prerrogativa de Portugal sobre as áreas não cristianizadas e estabeleceu o Patrocínio Português. Essa legitimação foi posteriormente ratificada através de decretos subsequentes.
Em 1481, o Papa Sisto IV decretou que toda a autoridade e influência espiritual que se estende desde o Cabo Bojador até às Índias Orientaispermaneceria sob a jurisdição de Portugal, validando, permitindo e incentivando, dessa forma, a expansão colonial portuguesa. É relevante notar que os portugueses estabeleceram o seu Império Colonial - o  primeiro na história da Europa Moderna - não somente com fins comerciais, mas também com o propósito de evangelizarnovas terras. Em 1493, a bula papal Inter Caetera, promulgada pelo Papa Alexandre VI, oficialmente reconheceu o Tratado de Tordesilhas.

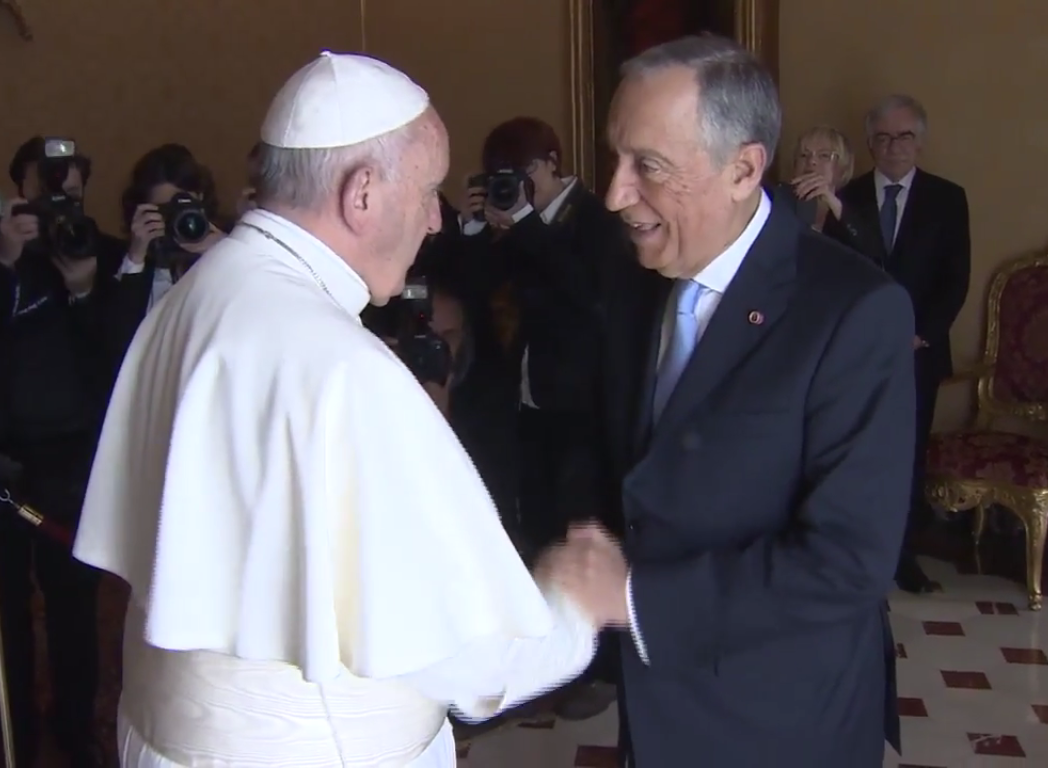
Marcelo Rebelo de Sousa encontra-se com Papa Francisco em Roma

Em 1716, é concedido à Sé de Lisboa o estatuto de Patriarcado, tornando-a a segunda do mundo ocidental depois de Veneza .
As relações são cordiais até 1834, com a dissolução das ordens religiosas, resultando no rompimento das relações diplomáticas que persistem até 1841.
Em 20 de abril de 1911, é publicado o decreto que estabelece a divisão entre Igreja e Estado, o que acaba por levar à interrupção dos laços diplomáticos entre Portugal e a Santa Sé em 1 de julho do mesmo ano. Posteriormente, em 10 de julho de 1912, a Legação no Vaticano é dissolvida, apenas para ser reintegrada novamente em 1918.
Uma Concordata entre Portugal e a Cidade do Vaticano foi assinada em 1940 . Uma nova Concordata foi assinada em 2004 para substituir a antiga.
Ao longo dos anos, embora a relação entre os dois governos possa ter tido alguns pontos baixos, os portugueses continuaram a vir ao Vaticano para estudar matérias como teologia ou para fazerem parte do clero católico.
A comunidade portuguesa no país é mínima e é tipicamente composta por cardeais, outras figuras religiosas e diplomatas.
Portugal e a Cidade do Vaticano também partilham uma moeda comum e hoje desfrutam de relações de amizade e confiança mútua.

## Língua portuguesa
Embora o português não seja uma das línguas oficiais da Cidade do Vaticano, a língua é frequentemente usada, já que o Brasil abriga a maior comunidade católica do mundo e outras comunidades importantes são encontradas em Angola, Moçambique, Portugal, Guiné Equatorial e Timor Leste.
O português está entre as 6 línguas utilizadas no site oficial da Santa Sé, uma das 7 línguas em que o jornal da Santa Sé, L'Osservatore Romano, é publicado e uma das 34 línguas utilizadas pelo site Vatican News.
A partir de hoje, os portugueses fazem parte de uma comunidade mais ampla de língua portuguesa na Cidade do Vaticano, composta por cerca de 10 brasileiros .  Entre os 222 cardeais vivos da Igreja Católica, 18 (8,11% do total) - dos quais 11 são cardeais eleitores (9,17% do total) - provêm de países de língua portuguesa . Além disso, Américo Aguiar – chefe da organização responsável pelo planejamento da Jornada Mundial da Juventude em agosto de 2023 – será nomeado cardeal em 2023.

## Personalidades destacadas
- Papa Dâmaso I (305-384): bispo de Roma de outubro de 366 até sua morte.
- Papa João XXI (1215-1277): chefe da Igreja Católica e governante dos Estados Papais de 8 de setembro de 1276 até sua morte em 20 de maio de 1277.

## Galeria de notáveis cardeais portugueses

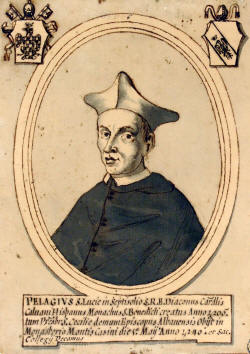
D. Paio Galvão
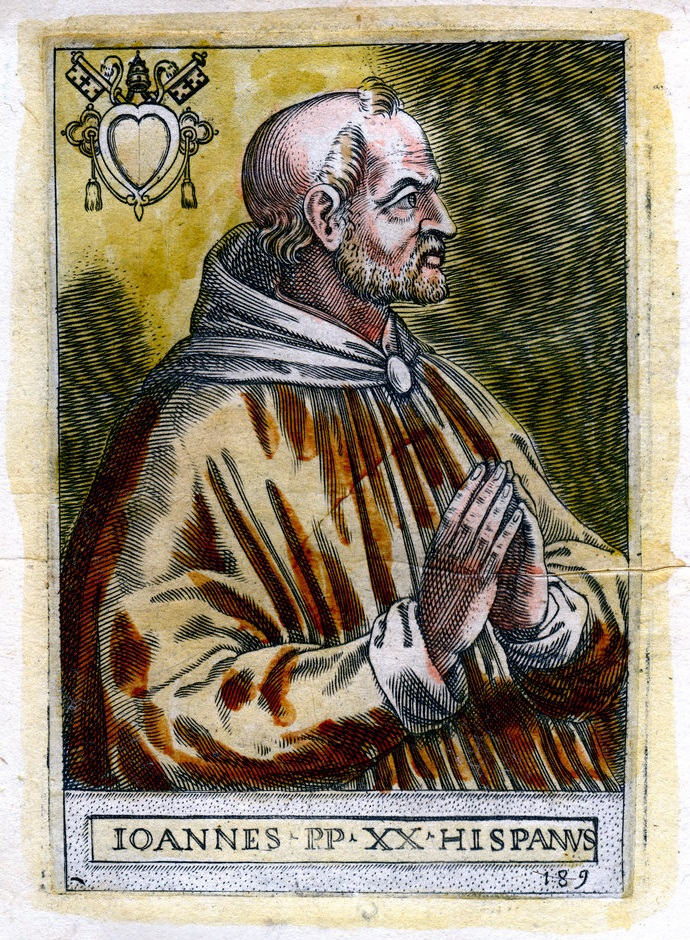
D. Pedro Hispano
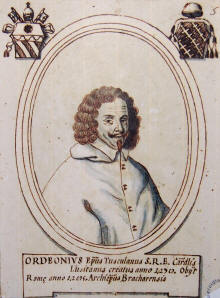
D. Ordonho Álvares
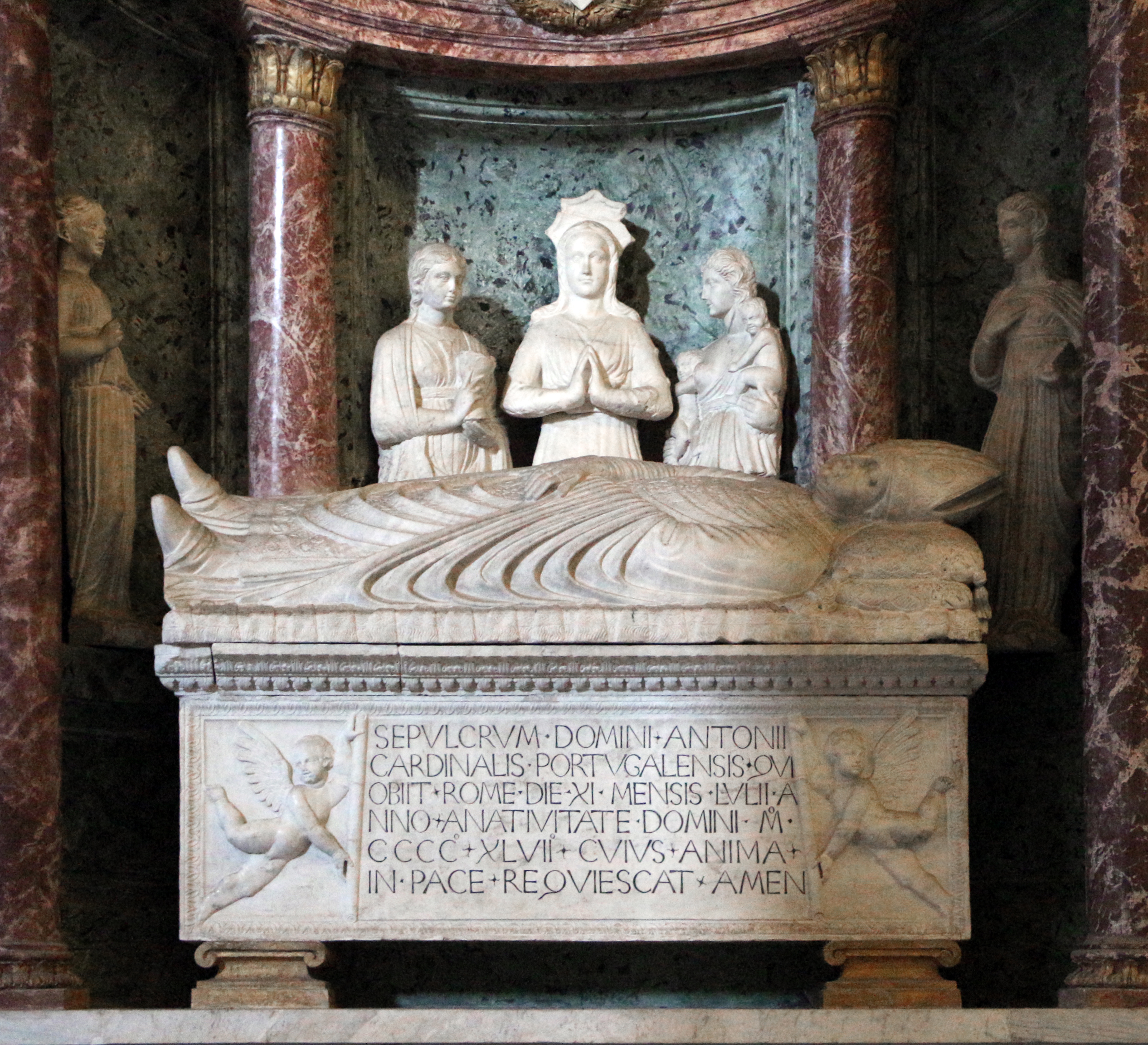
D. António Martins de Chaves
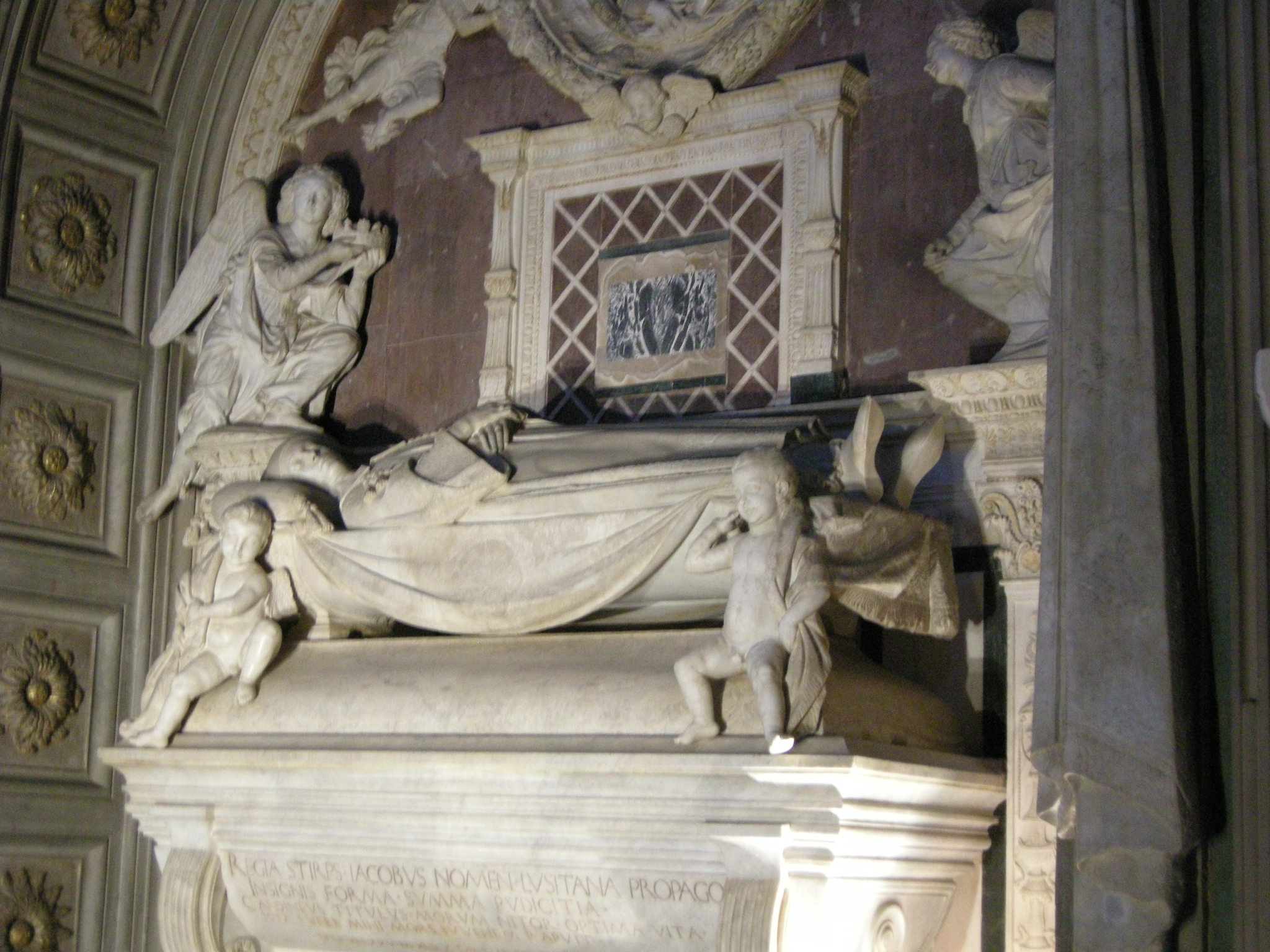
D. Jaime de Portugal
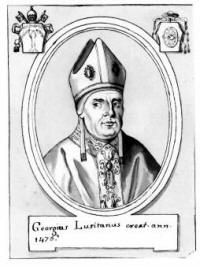
D. Jorge da Costa
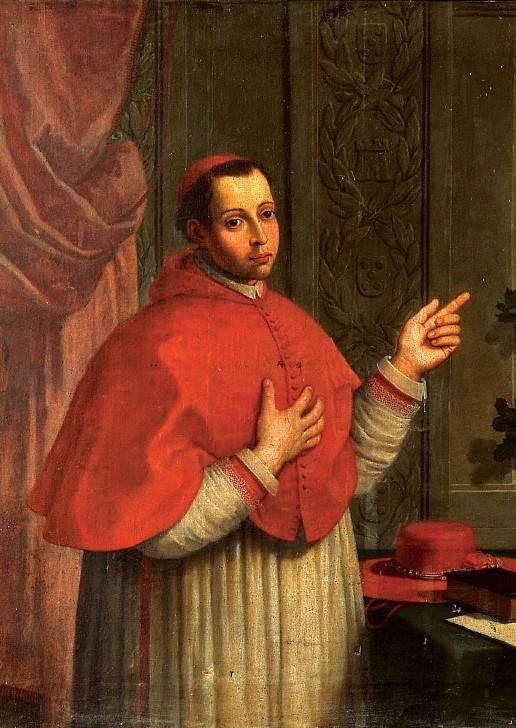
Cardinal-Infante Afonso of Portugal
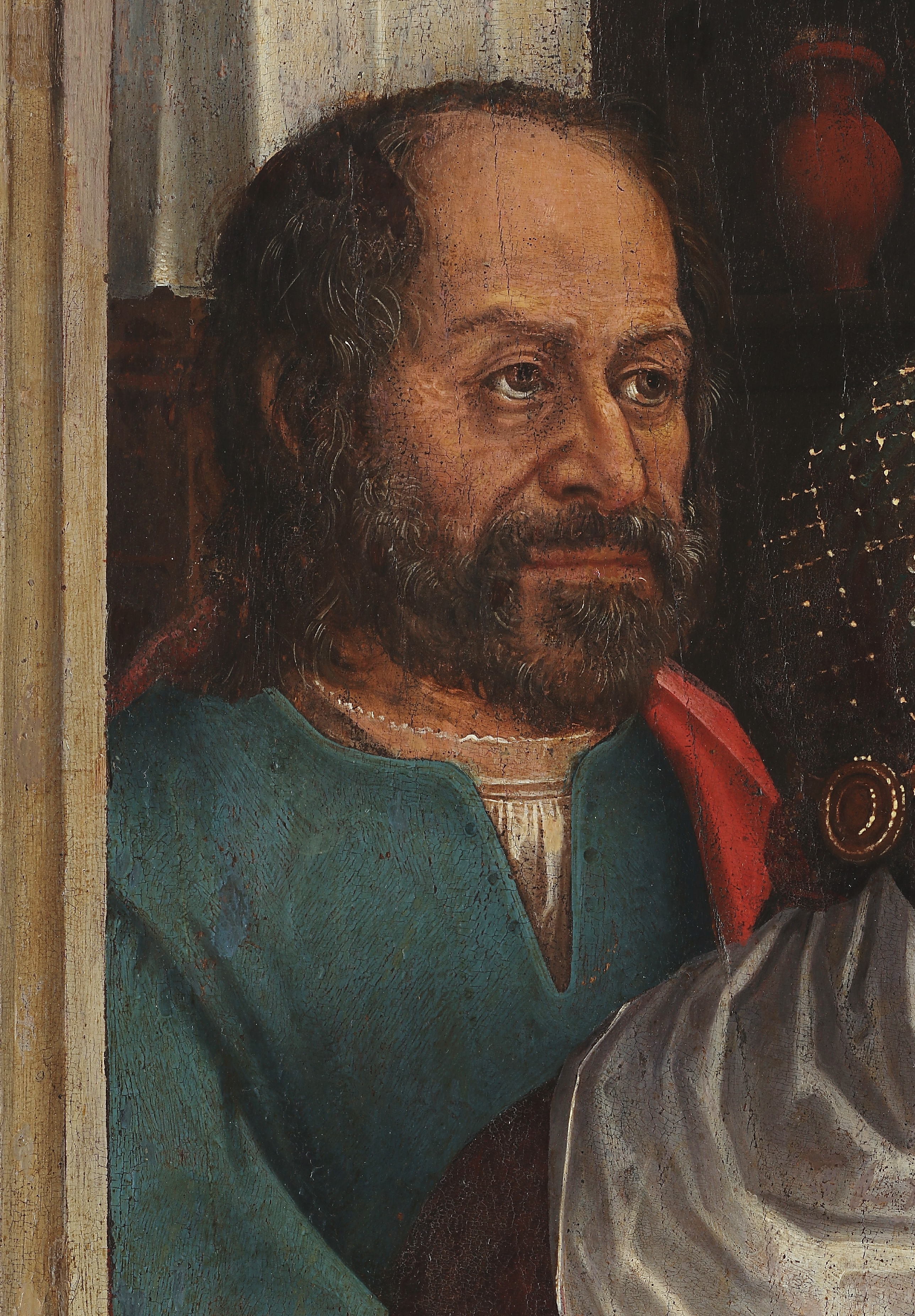
D. Miguel da Silva
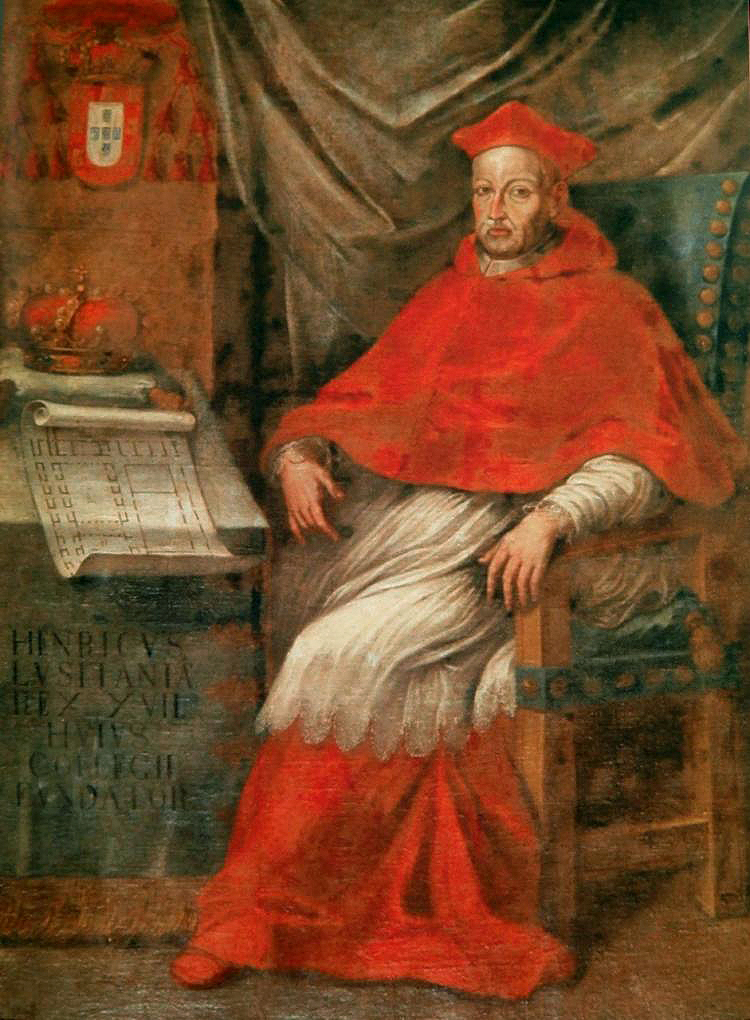
Cardinal-King Henry of Portugal
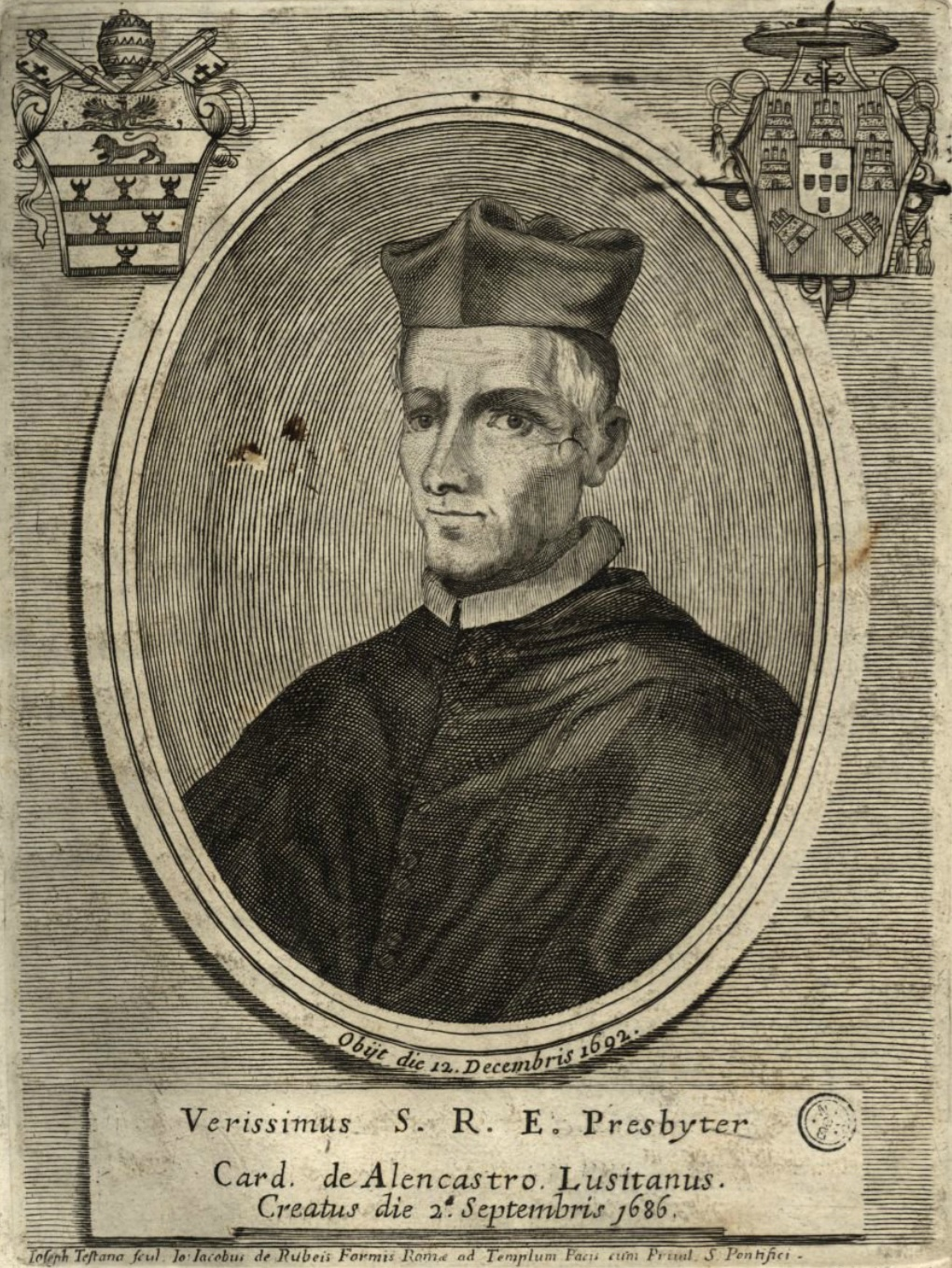
D. Veríssimo de Lencastre
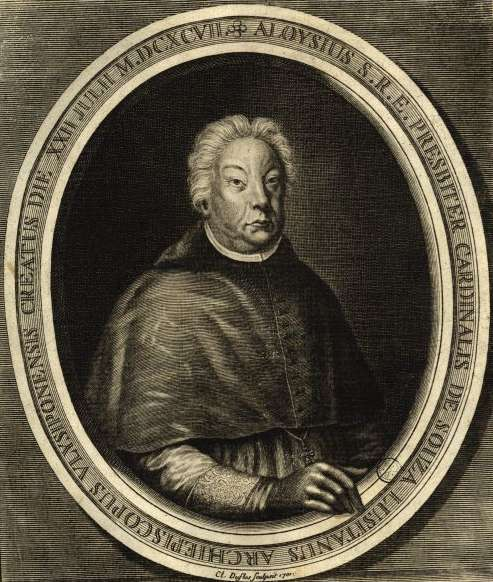
D. Luís de Sousa
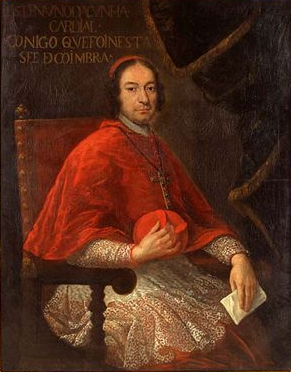
D. Nuno da Cunha e Ataíde
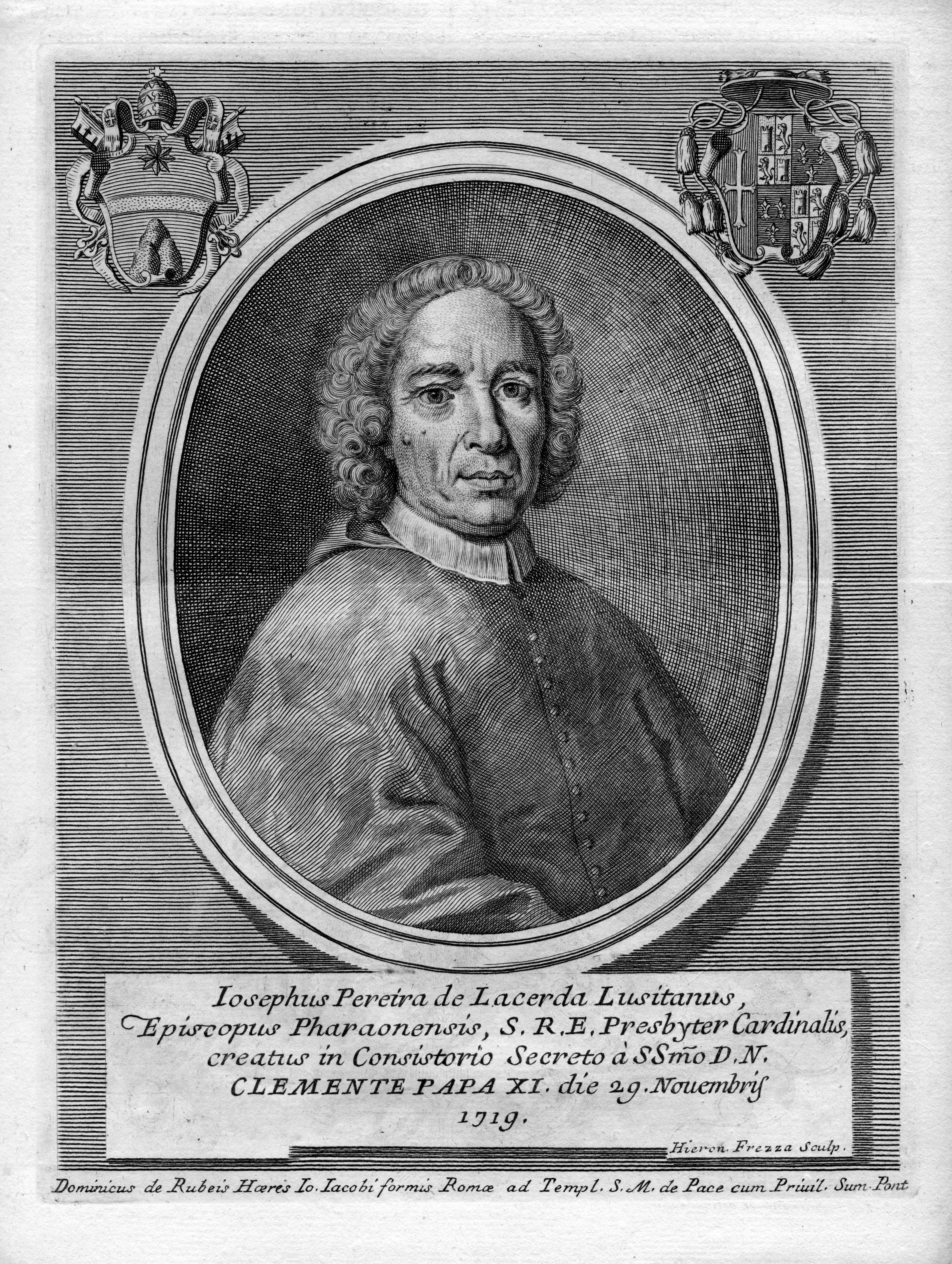
D. José Pereira de Lacerda
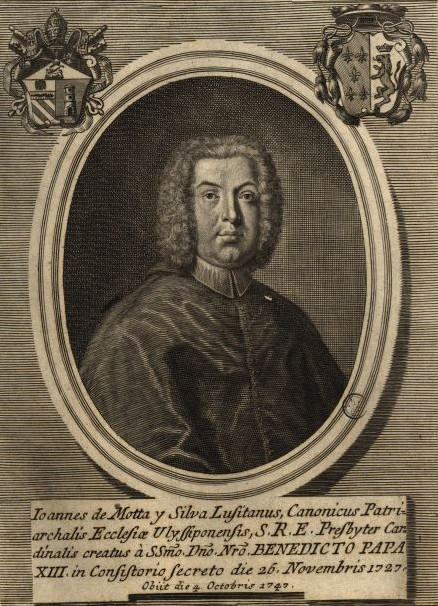
D. João da Mota e Silva
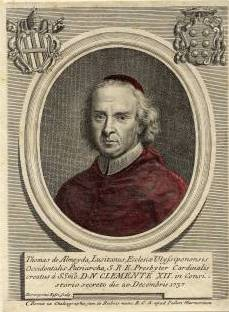
D. Tomás de Almeida
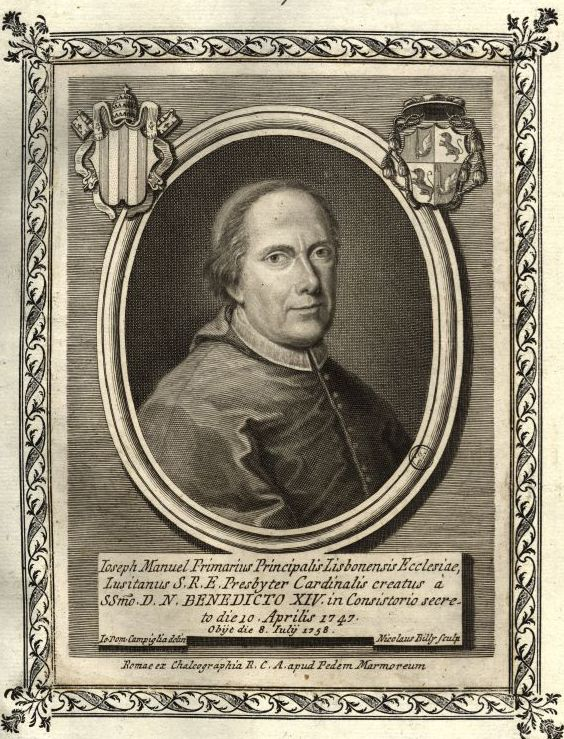
D. José Manuel da Câmara
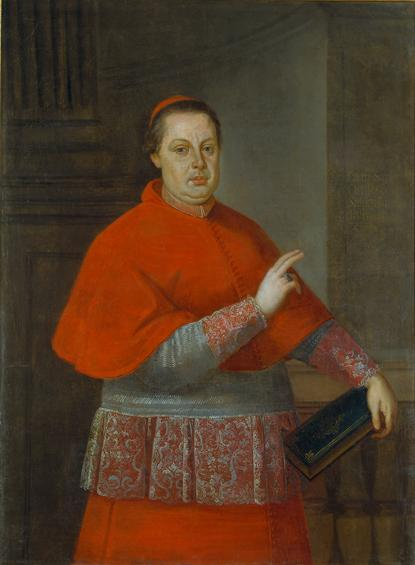
D. Francisco de Saldanha da Gama
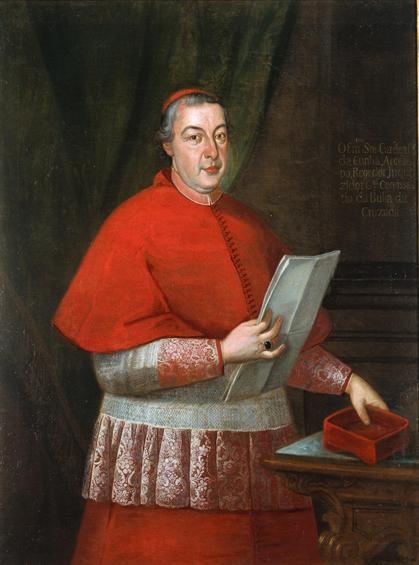
D. João Cosme da Cunha
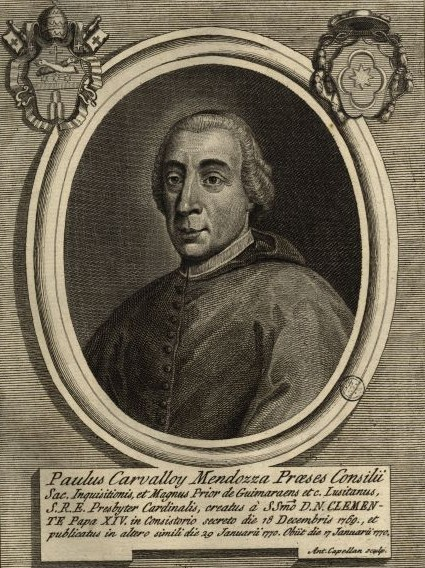
D. Paulo de Carvalho e Mendonça
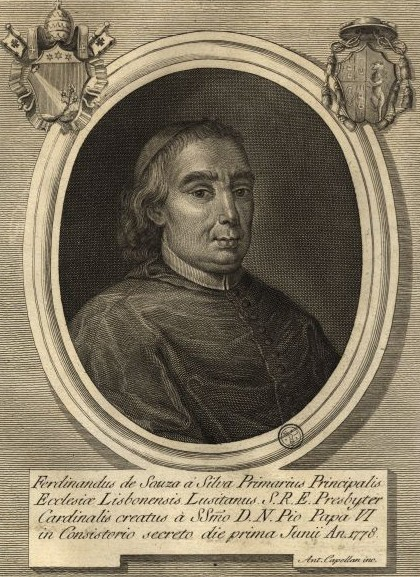
D. Fernando de Sousa e Silva
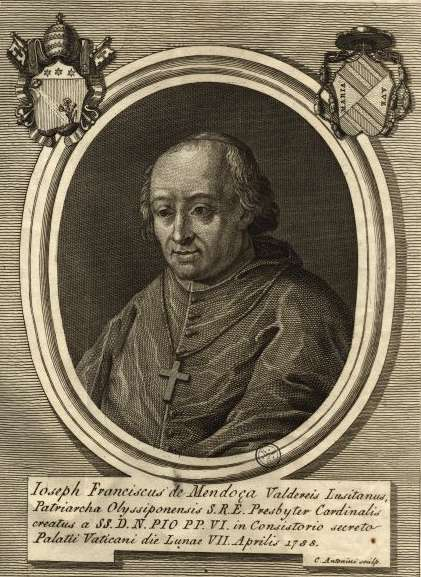
D. José Francisco de Mendonça
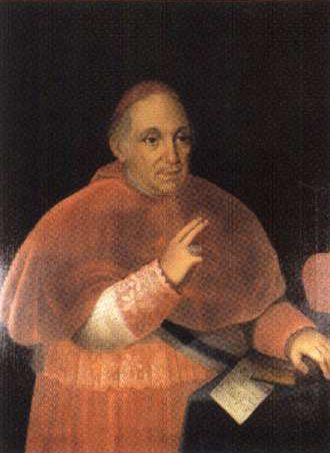
D. Carlos Cunha e Meneses
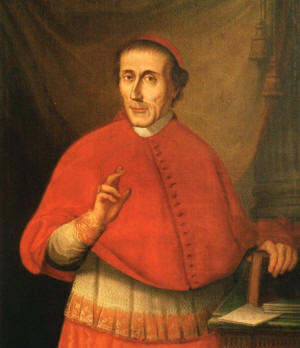
D. Patrício da Silva
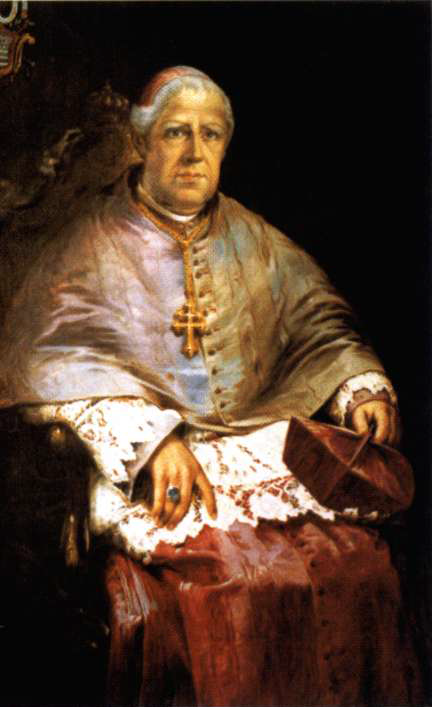
D. Francisco de São Luís Saraiva
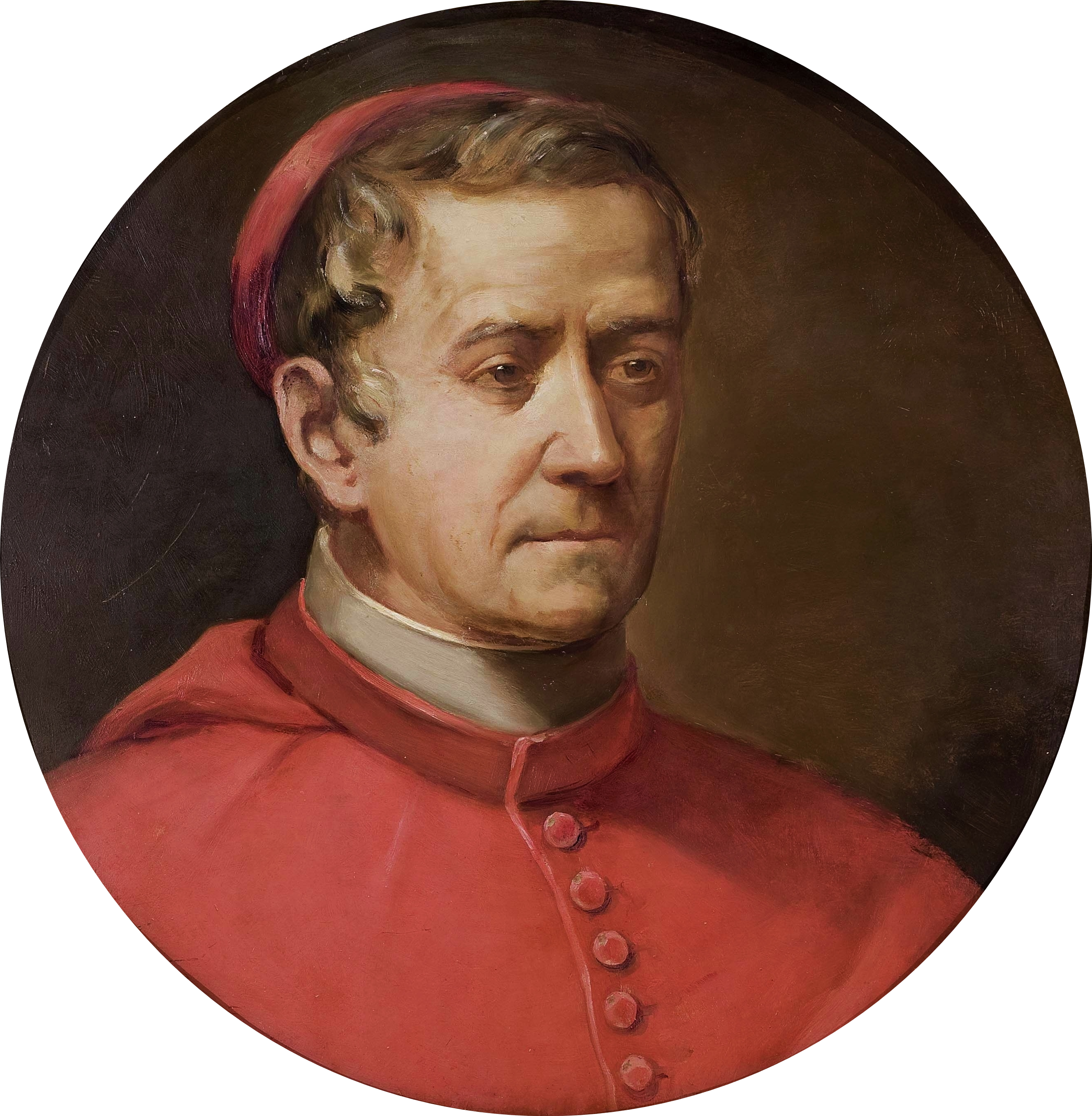
D. Guilherme Henriques de Carvalho
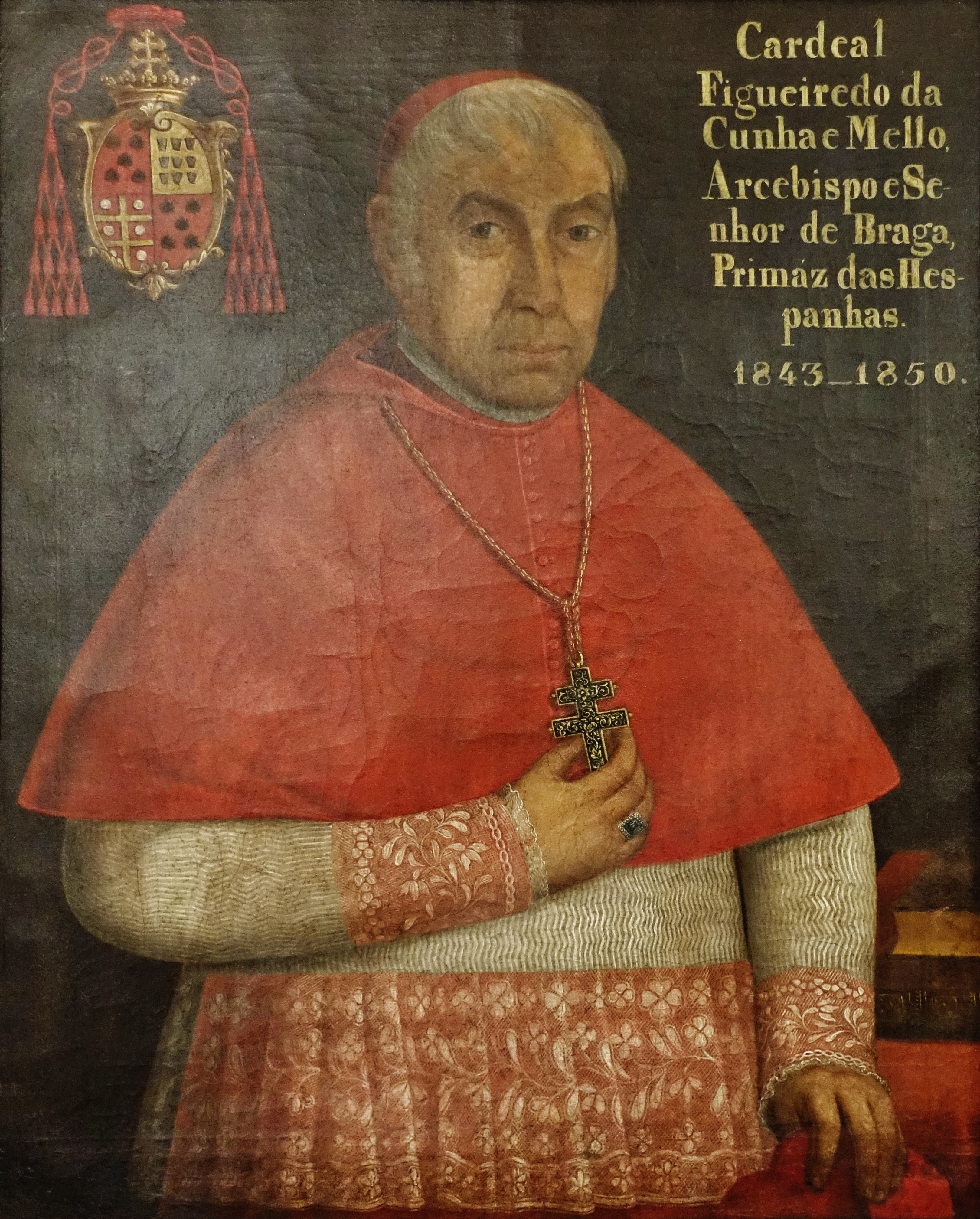
D. Pedro Paulo de Figueiredo da Cunha e Melo
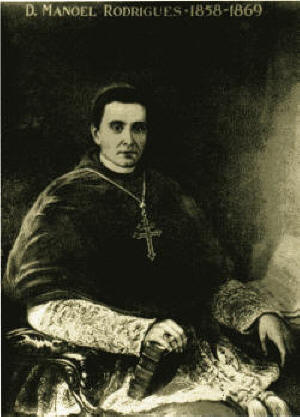
D. Manuel Bento Rodrigues da Silva
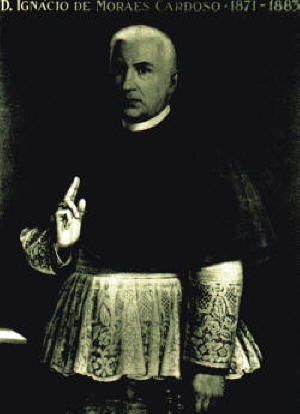
D. Inácio do Nascimento Morais Cardoso
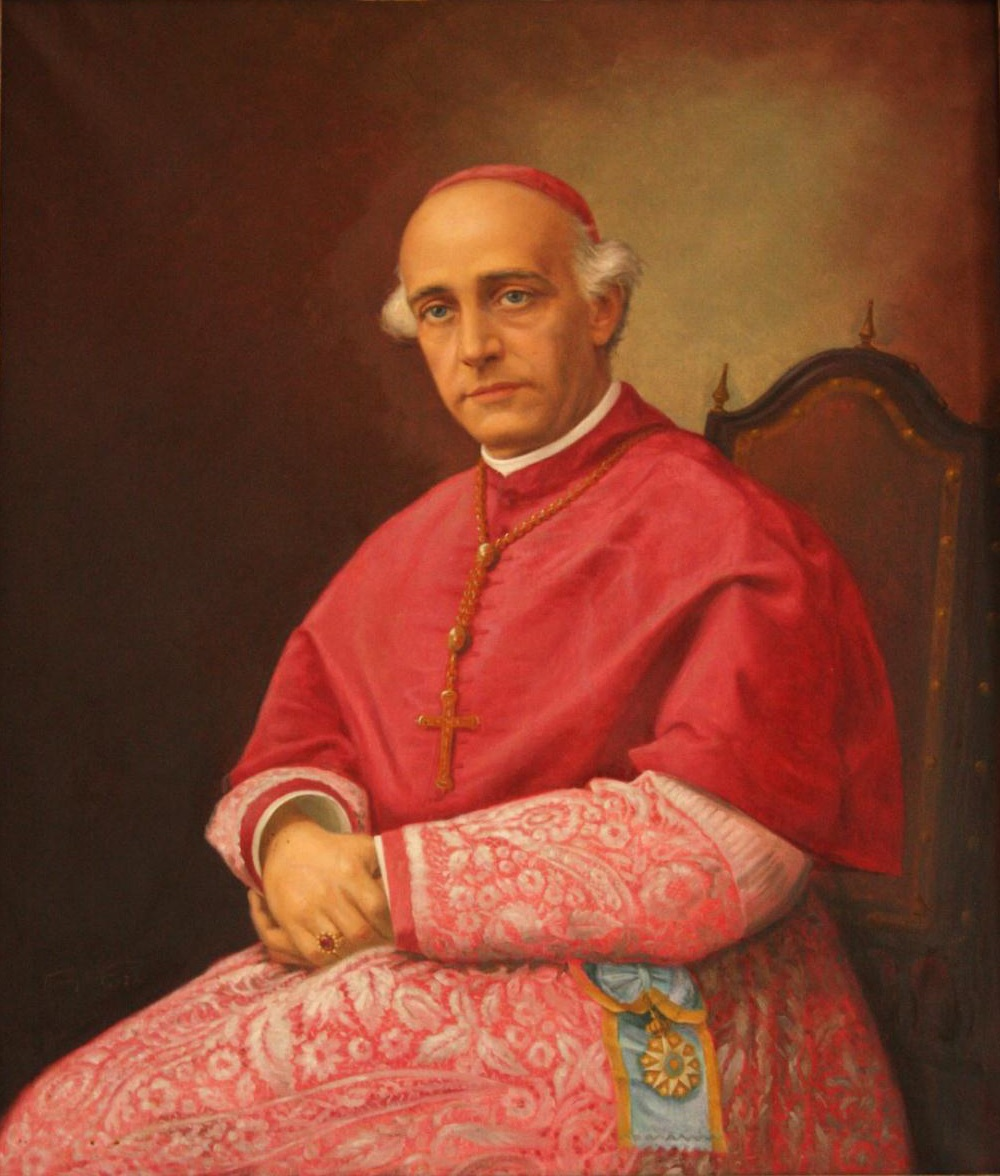
D. Américo Ferreira dos Santos Silva
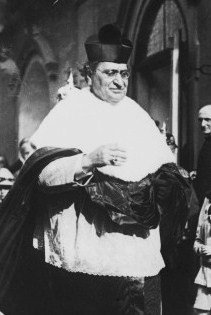
D. José Sebastião de Almeida Neto
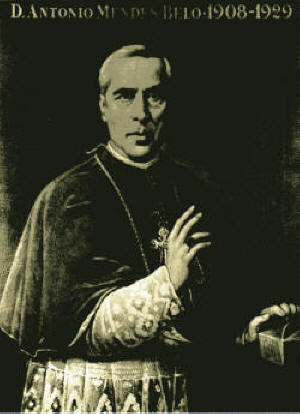
D. António Mendes Bello
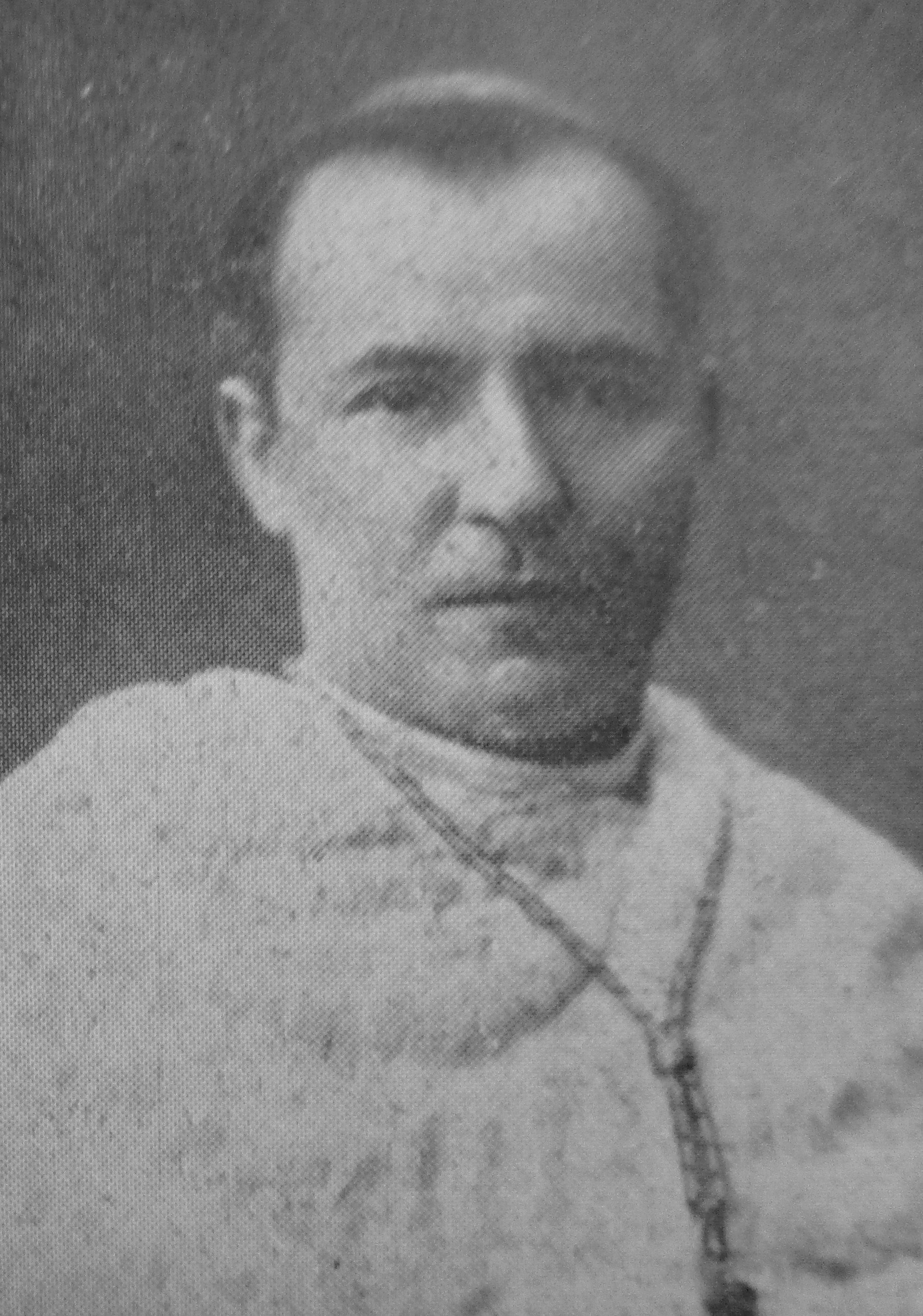
D. Manuel Gonçalves Cerejeira
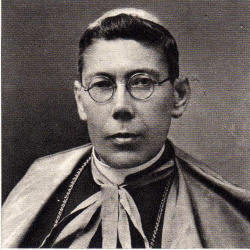
D. Teodósio de Gouveia
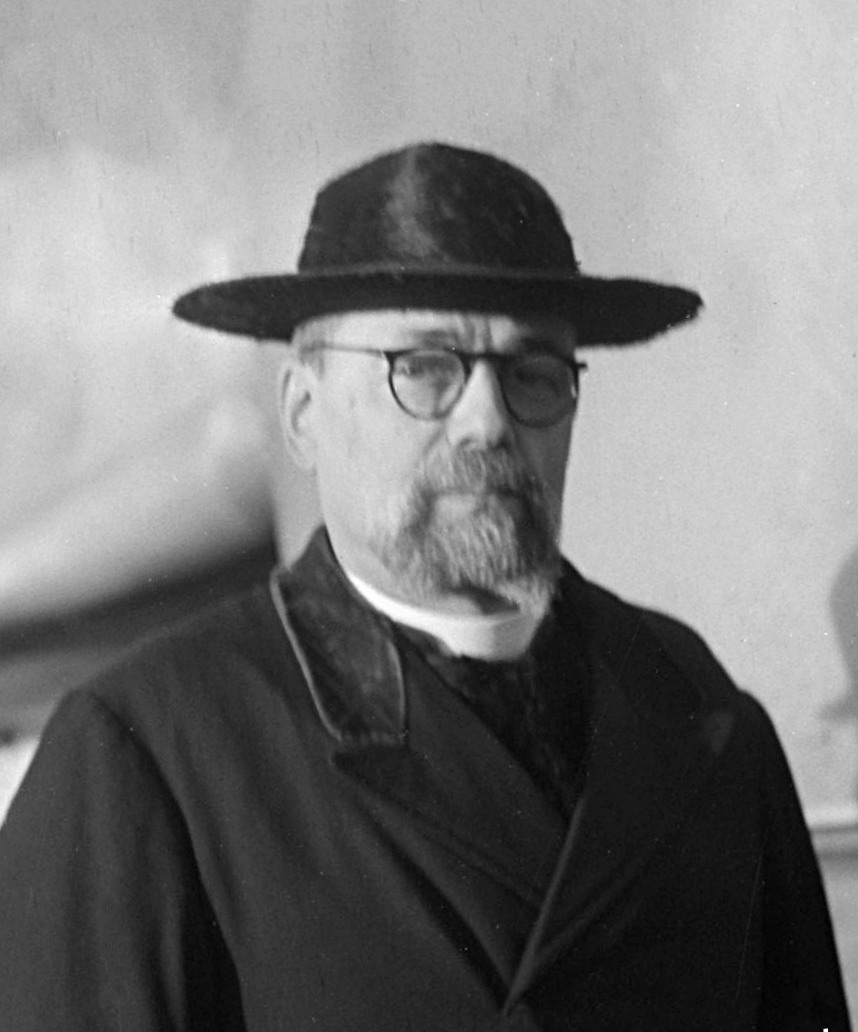
D. José da Costa Nunes
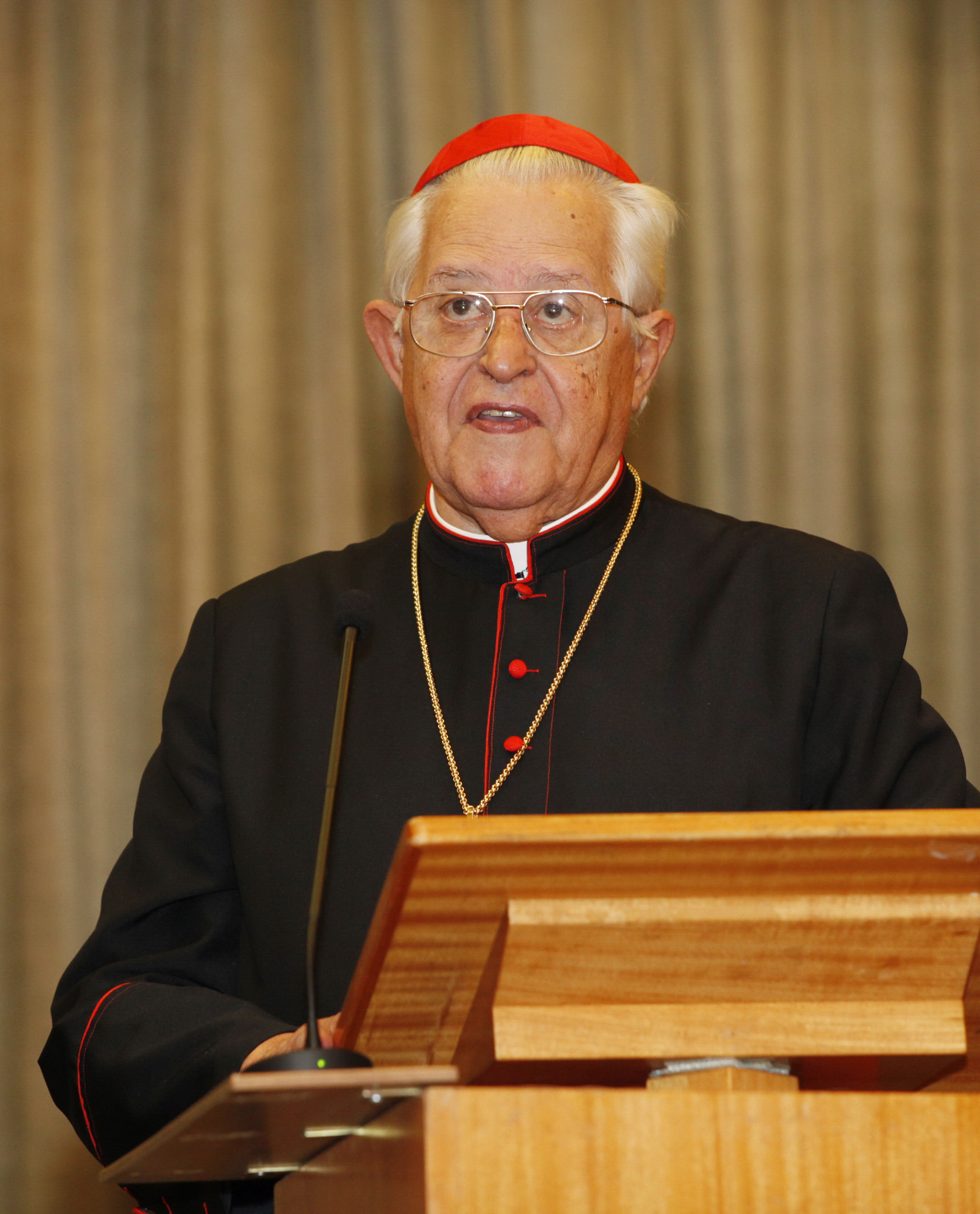
D. José Policarpo
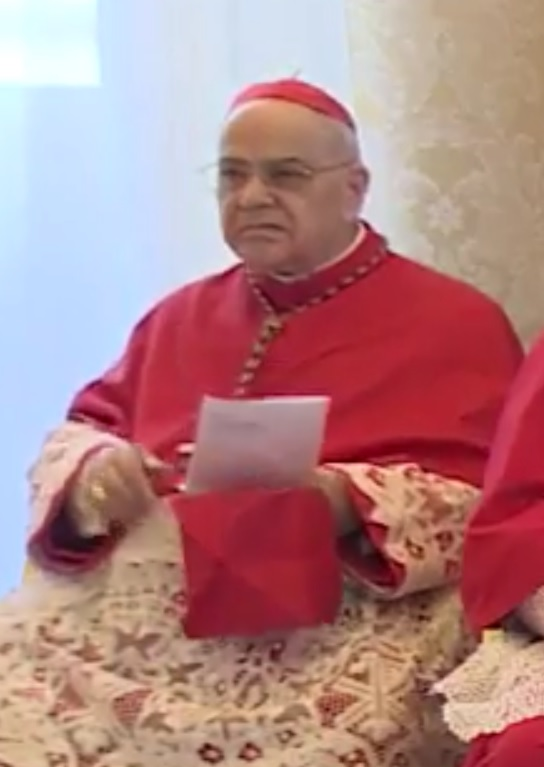
D. José Saraiva Martins
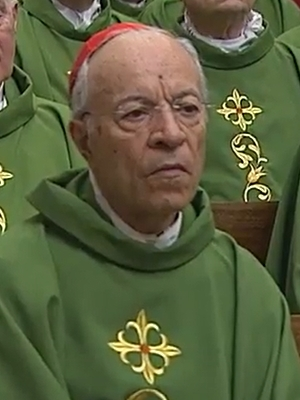
D. Manuel Monteiro de Castro
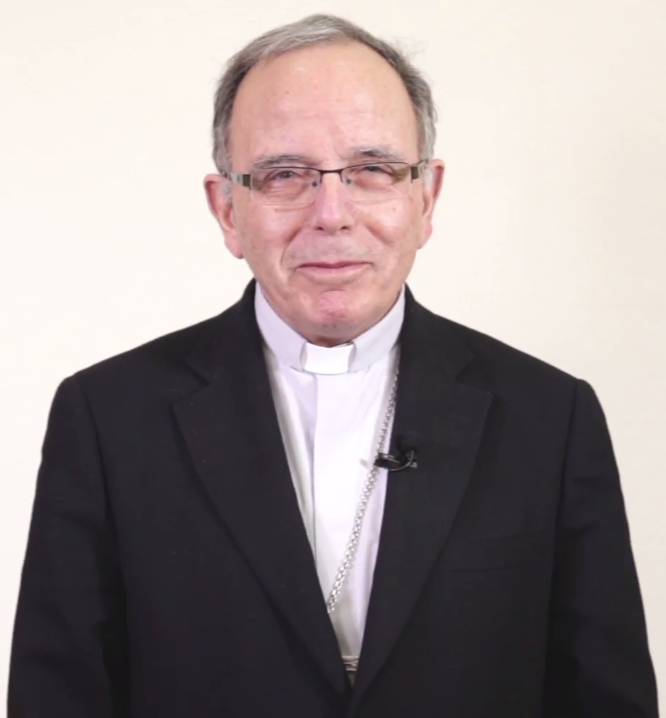
D. Manuel Clemente
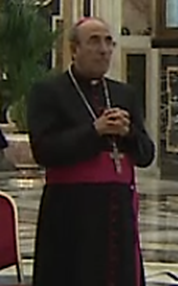
D. António Marto
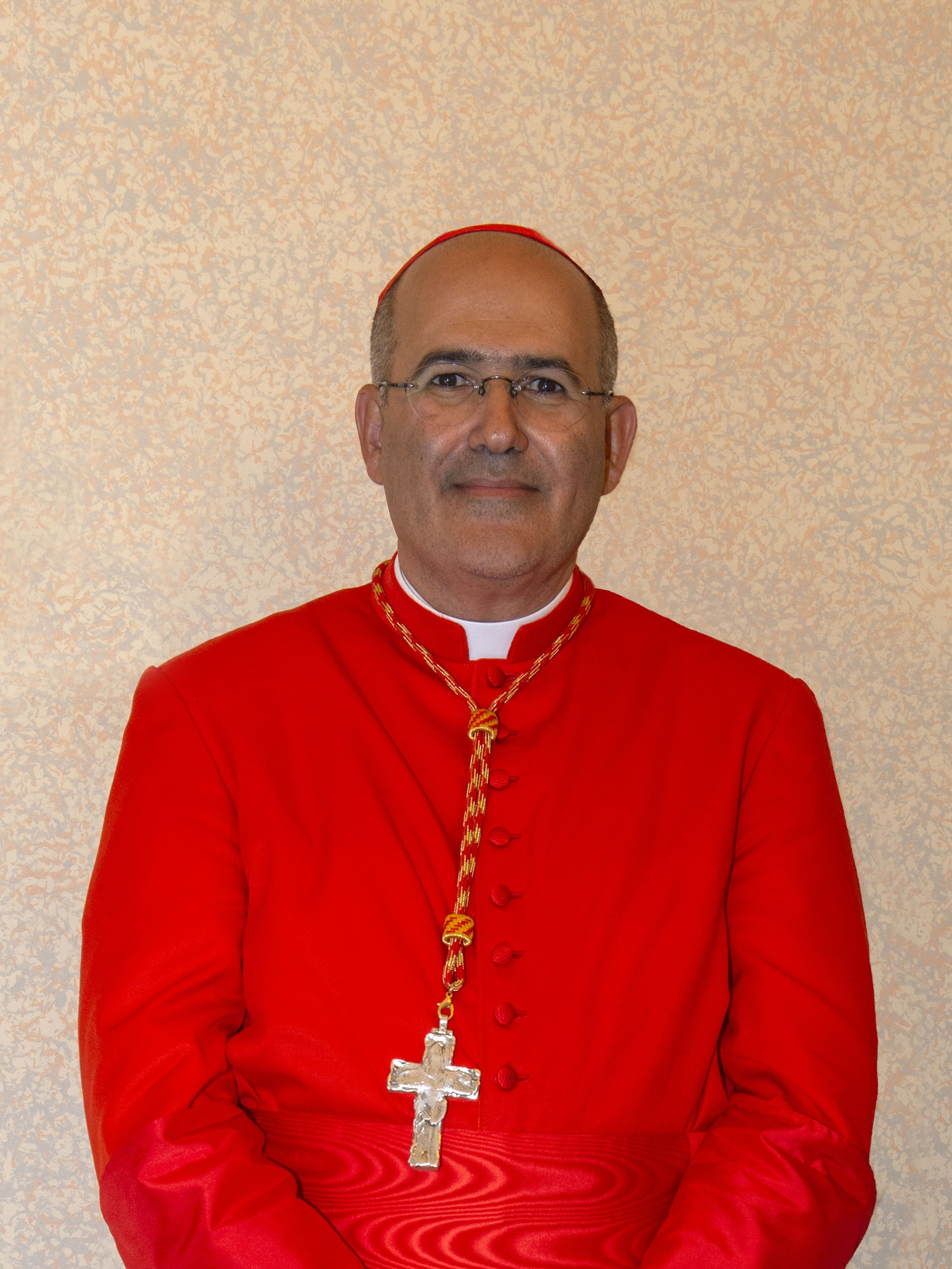
D. José Tolentino Mendonça